# Sebkha el Melah (Béni Abbès)
Der Sebkha el Melah ist ein abflussloser Binnensee in der Provinz Béni Abbès in der algerischen Sahara.

## Beschreibung
Er liegt am Südwestende der Sandwüste des Westlichen Großen Erg und ist von diesem durch die südöstlichen Ausläufer der Ougarta-Berge getrennt. Diese zwingen auch den Oued Saoura, dessen Tal zwischen den Bergen und der Sandwüste liegt, zu einem Umweg um das Südende der Berge, bevor er von Südosten in den Sebkha el Melah einmündet.

## Hydrologie
Der abflusslose See hat naturgemäß einen um 294 m schwankenden Wasserstand und entsprechend eine schwankende Länge und Breite. Nach der Satellitenaufnahme des Sees am 29. Januar 2009, die den aus den winterlichen Regenfällen im Atlasgebirge gespeisten Oued Saoura als wasserführend zeigt, hat der Sebkha el Melah sein Seebecken gut gefüllt und die Uferlinie steht besonders am West- und Südufer hart an den überschwemmungsfreien Sanddünen. Bei diesem Wasserstand liegt die Entfernung zwischen den am weitesten voneinander entfernten Buchten bei rund 36 Kilometern und die größte Breite bei rund siebeneinhalb Kilometern. Die Wasserfläche des Sees liegt bei diesem Füllstand in der Größenordnung von etwa 175 Quadratkilometern.
In seine jüngeren Geschicht war der See aber zumeist trocken. Seit dem Jahr 2000 kam es zu 6 Niederschlagsereignissen, die den See zum Teil füllten. Nach dem Regen des Jahres 2008 dauerte es bis 2012, bis der See wieder vollständig ausgetrocknet war. Im Sommer 2024 kam es wieder zu starken Regenfällen. Am 16. Oktober 2024 umfasste die Fläche des Sees 191 Quadratkilometer und er hatte eine Tiefe von bis zu 2,2 Metern. Man schätzt, das es ein Jahr ohne weitere Niederschläge braucht, bis er wieder ausgetrocknet ist.

## Überlauf
Nach den orohydrografischen Gegebenheiten des Beckens, in dem der Sebkha el Melah liegt, wäre der höchste denkbare Wasserstand bei etwa 320 m erreicht. Dann würde das Wasser im Südosten bis zur Kehre des Oued Saoura ansteigen und bei Foum el Kheneg (318 m) in das sandige Trockental des Oued Messaoud überlaufen, der hier vom Oued Saoura abzweigt. Der See hätte dann eine Länge von bis zu 75 Kilometer bei einer Breite von etwa 13 Kilometer.